# Малое Ладыжино
Малое Ладыжино (укр. Мале Ладижине) — село,
Василевский сельский совет,
Полтавский район,
Полтавская область,
Украина.
Код КОАТУУ — 5324080505. Население по переписи 2001 года составляло 163 человека.

## Географическое положение
Село Малое Ладыжино находится в 2-х км от левого берега реки Коломак,
выше по течению на расстоянии в 1,5 км расположено село Василевка,
ниже по течению на расстоянии в 3 км расположено село Степановка.
По селу протекает пересыхающий ручей с запрудой.
Через село проходит автомобильная дорога М-03.